# Roaldsøy
Roaldsøy  est une île habitée de la commune de Stavanger, dans le comté de Rogaland en Norvège, dans la mer du nord.

## Description
L'île est reliée par un pont à l'île de Bjornøy au nord (qui à son tour est reliée à l'île de Hundvåg), et elle est également reliée à la petite île d'Ormøy au sud.